# Арапаима
Арапаима или пираруку (Arapaima gigas) је врста зракоперке из реда Osteoglossiformes и породице Osteoglossidae.

## Таксономија
Arapaima gigas се првобитно сматрао једином врстом у роду Arapaima, али је накнадна идентификација даљих врста, заједно са реткошћу примерака и губитком неколико типских примерака, довела је до извесне несигурности у погледу класификације унутар рода и идентитета описане особе.

## Опис
Ова врста је међу највећим познатим слатководним рибама, обично мери 200 cm (79 in) и наводно изузетно достиже дужину до 450 cm (15 ft). Одрасле јединке могу тежити до 200 kg (440 lb). A. gigas има аеродинамично тело са леђним и аналним перајима добро постављеним према репу. Док је тело углавном сиво до сиво-зелено, његово бразилско локално име „pirarucu“ потиче од аутохтоне речи за „црвену рибу“, за које се сматра да се односи или на црвене мрље на љускама према репу, или на црвенкасто-наранџасту боју њеног меса. Ове рибе имају „флексибилне крљушти налик оклопу” сачињене од „чврстог минерализованог спољашњег слоја” и „чврстог, али флексибилног унутрашњег слоја” који јој помажу у заштити од напада пирана.

## Распрострањење
Ареал врсте је ограничен на мањи број држава. Врста је присутна у следећим државама: Бразил, Перу и Гвајана.
A. gigas је пореклом из несланих вода у сливу реке Амазон; познато је да се јавља у Боливији, Бразилу, Гвајани и Перуу. У Боливији, паиче се сматра инвазивном врстом, која утиче на локалне аутохтоне врсте и екосистем. Први пут је пронађена 1976. године и вероватно је унета из Перуа након што ју је поплава однела из перуанског рибњака. Ова врста је унета у делове источне Азије, како због риболова, тако и случајно. Ове рибе се налазе у поплављеним шумским подручјима где се размножавају током влажне сезоне; пресељавају се у језера након пада водостаја.
Фосил арапаима (или врло сличне врсте) стар 13 милиона година пронађен је у Колумбији, у формацији Вилавиеја, која датира из ере миоцена.

## Станиште
Станиште врсте су слатководна подручја. 

## Угроженост
Подаци о распрострањености ове врсте су недовољни.

## Физиологија
Морфолошке промене се дешавају како Arapaima gigas пролази кроз транзицију са система за водено дисање на дисање ваздуха 8–9 дана након излегања. Током ове транзиције удисања ваздуха, структура шкрга се мења, чинећи их боље прилагођеним за апсорпцију јона, али мање способним да се подвргну дифузији гаса. Када дође до развојних промена у шкргама, ламела је мање препознатљива. Уместо тога, шкрге одраслих су састављене од глатких влакана у облику стубова. Ове радње су неповратне и објашњавају зашто је врсти облигаторно дисање ваздуха. Бубрези имају важну улогу у излучивању азотног отпада код ове врсте и повећани су код одраслих риба.

## Екологија
Врсти A. gigas је неопходно да удише површински ваздух да би допунила кисеоник који добија коришћењем својих шкрга, и, као такава, зависи од израња на површину сваких 5-15 минута да би гласно гутала ваздух на површини. Као и код других врста у роду, у ту сврху се користи модификована пливачка бешика која садржи ткиво налик плућима.
Ова врста се првенствено храни рибом, иако ће млади преферирати инсекте и рибље ларве док потпуно не порасту. Такође конзумира птице, сисаре, воће и семе на површини воде.
Мрест се дешава у језерима и речним каналима у време ниског водостаја (од августа до марта). Након што се млади излегу из јаја положених у гнездо које су изградила оба родитеља, мужјак остаје да их штити око три месеца. Млади достижу полну зрелост у добу од четири до пет година; просечан животни век у заточеништву је 15-20 година.

## Конзервација
Ова врста је у прошлости била под великим утицајем прекомерног лова, погоршаног њиховом лако искоришћеном навиком да редовно израњају на површину ради гутања ваздуха. IUCN тренутно не додељује статус заштите A. gigas због недостатка детаљних информација о развоју популације. Пецање на арапаима је било потпуно забрањено у Бразилу од 1996. до 1999. године, због опадања популације; од тада су и самостални и комерцијални риболов дозвољени у посебно одређеним подручјима, а софистицирана стратегија одрживог управљања довела је до масовног опоравка стокова, са 2.500 у 1999. на преко 170.000 у 2017. години.
За Боливију, према извештајима паиче као инвазивна врста се сматра претњом локалним аутохтоним врстама. Постоје различити извештаји о корелацији између ширења паичеа и смањења броја аутохтоних врста риба у деловима боливијске амазоније. Ефекти на локалне популације рибљих врста и на понашање у риболову јако варирају у зависности од региона. Заједничка студија боливијске владе и различитих истраживачких организација од 2017. године указује на неопходност даље процене сложеног еколошког и социо-економског утицаја паичеа у земљи.